# Shi Jun
Shi Jun (石俊S, Shí JùnP; Dalian, 9 ottobre 1982) è un ex calciatore cinese, di ruolo attaccante.